# Ramnagar (Bihar)
Ramnagar è una città dell'India di 38.549 abitanti, situata nel distretto del Champaran Occidentale, nello stato federato del Bihar. In base al numero di abitanti la città rientra nella classe II (da 50.000 a 99.999 persone).

## Geografia fisica
La città è situata a 27° 10' 0 N e 84° 19' 0 E e ha un'altitudine di 84 m s.l.m..

## Società

### Evoluzione demografica
Al censimento del 2001 la popolazione di Ramnagar assommava a 38.549 persone, delle quali 20.489 maschi e 18.060 femmine. I bambini di età inferiore o uguale ai sei anni assommavano a 7.469, dei quali 3.891 maschi e 3.578 femmine. Infine, coloro che erano in grado di saper almeno leggere e scrivere erano 18.631, dei quali 11.731 maschi e 6.900 femmine.